# Alsodes nodosus
Alsodes nodosus és una espècie de granota endèmica del centre de Xile; hi ha registres de l'Argentina, però no es consideren vàlids. És una espècie comuna localment però de cada vegada es va fent més rara. Es pot trobar en matollars temperats i en corrents d'aigua intermitents i permanents. No és gaire tolerant a la destrucció del seu hàbitat, i l'expansió urbana està destruint ràpidament el seu hàbitat.